# Oliver Knussen

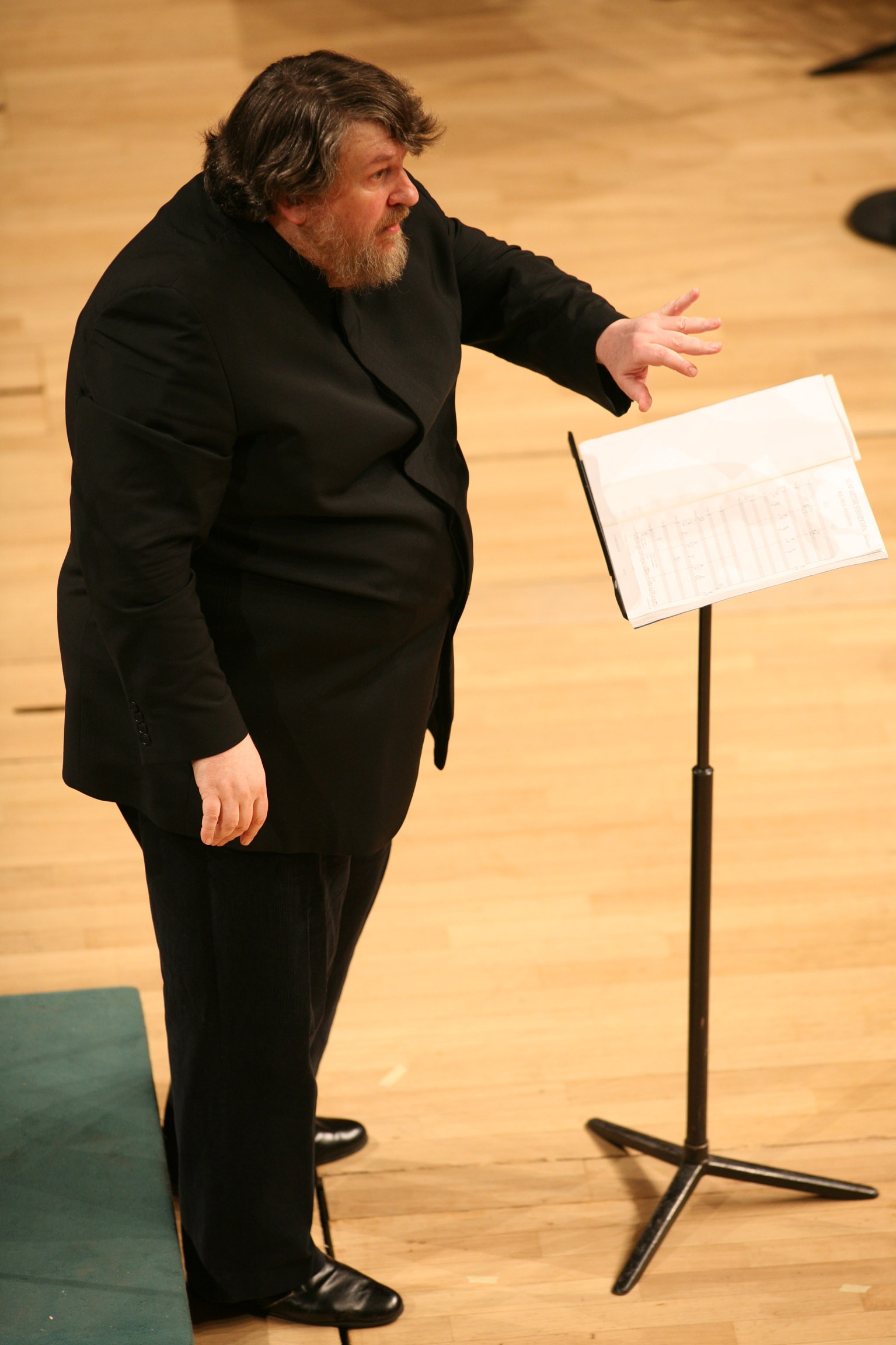
Knussen in 2008

Oliver Knussen (Glasgow (Schotland), 12 juni 1952 – 8 juli 2018) was een Brits componist en dirigent.

## Biografie
Knussens vader Stuart Knussen was aanvoerder van de contrabassen van het London Symphony Orchestra. Knussen studeerde compositie bij John Lambert tussen 1963 en 1969. Later was ook Benjamin Britten zijn mentor. Hij bracht een aantal zomers door in Tanglewood in Massachusetts en daarna in Boston, waar hij studeerde bij Gunther Schuller. Van 1986 tot 1998 leidde hij de activiteiten op het gebied van de hedendaagse muziek in Tanglewood.
Knussen was getrouwd met Sue Freedman (1950-2003), een van origine Amerikaanse producente en programmeur van muziekprogramma's voor de BBC-televisie en Channel 4. Ze maakte een serie van zeven programma's ter introductie van de 20e-eeuwse muziek, onder de naam Leaving Home, gepresenteerd door Simon Rattle, en won daarmee een BAFTA in 1996. Ze gaf leiding aan de voorlichtingsafdeling van het Los Angeles Philharmonic Orchestra eind jaren 90. Oliver en Sue Knussen kregen een dochter Sonya, die mezzosopraan is. Sue Knussen overleed aan een sepsis in Londen in 2003. Het Sue Knussen Composers Fund (voorheen het Sue Knussen Commissioning Fund) is opgericht ter ere van haar. Dit fonds verstrekt opdrachten aan componisten in opkomst voor uitvoering door ensembles voor hedendaagse muziek over de hele wereld.
Knussen woonde in Snape in Suffolk, in het huis van de componist Benjamin Britten, waar hij verbleef tijdens zijn meest creatieve periodes. In de Maltings-concertzaal in Snape vinden sommige activiteiten plaats in het kader van het Aldeburgh Festival, waarvan Knussen van 1983 tot 1998 een van de artistieke leiders was.

## Muziek
Knussen begon met componeren toen hij zes jaar oud was. Door een televisieprogramma op ITV over zijn vaders werk bij het London Symphony Orchestra kreeg hij de opdracht voor zijn eerste symfonie (1966–1967). Toen hij 15 was, dirigeerde hij de première van zijn eigen symfonie in de Royal Festival Hall in Londen op 7 april 1968 als invaller voor de zieke István Kertész. Na dit debuut vroeg Daniel Barenboim hem om de eerste twee delen een week later in New York te dirigeren. In dit werk en in zijn Concert voor orkest (1968–1970) zijn duidelijke invloeden van moderne componisten te horen, onder wie Britten en Berg, en daarnaast Amerikaanse symfonici van halverwege de 20e eeuw, waarbij hij een ongebruikelijk gevoel voor timing en orkestratie liet zien. Bij zijn Second Symphony (1970–1971) schreef een recensent (collega Julian Anderson): "Knussen's compositional personality abruptly appeared, fully formed".
Knussen was eerste gastdirigent van het Residentie Orkest in Den Haag tussen 1992 en 1996. Hij was dirigent van London Sinfonietta tussen 1998 en 2002 en daarna 'Conductor Laureate' van dit ensemble. Vanaf september 2006 was Knussen 'Artist-in-Association' bij de Birmingham Contemporary Music Group, een ensemble voor hedendaagse muziek.
Zijn belangrijkste werken van de jaren 80 zijn twee kinderopera's: Where the Wild Things Are (Max en de Maximonsters) en Higglety Pigglety Pop!, beide met een libretto van Maurice Sendak, gebaseerd op diens kinderboeken.
Knussen schreef zijn Songs for Sue, vier gedichten voor sopraan en een 15-koppig ensemble, ter nagedachtenis aan zijn vrouw. De première was in Chicago in 2006. "...I knew there were a number of Dickinson poems addressed to her sister, Sue, so one week I read all 1,700 poems of Emily Dickinson… and I copied out about 35 of them by hand", vertelde Knussen aan The Guardian "I have no idea where the notes for this piece come from… It seemed to want to be written… I wasn't sure whether it... ought to be let out at all… because I didn't want it to be a self-indulgent thing. But actually it's very restrained. It's not a huge work - about 13 minutes - but it's a big piece emotionally".

## Oeuvre
- Symphony No. 1, Op. 1 (1967–68), voor orkest (teruggetrokken)
- Processionals, Op. 2 (1968/78), voor kamerensemble
- Masks, Op. 3 (1969), voor solofluit en glas-klokkenspel chimes 'ad lib'
- Concerto for Orchestra (1969), in 2002 herzien als Symphony in One Movement
- Hums and Songs of Winnie-the-Pooh, Op. 6 (1970/83), voor sopraansolo, fluit, althobo, klarinet, slagwerk en cello
- Three Little Fantasies, Op. 6a (1970/83), voor blaaskwintet
- Symphony No. 2, Op. 7 (1970–71), voor hoge sopraan en kamerorkest [Margaret Grant Prize, Tanglewood]
- Choral, Op. 8 (1970–72), voor blazers, slagwerk en contrabas
- Rosary Songs, Op. 9 (1972), voor sopraansolo, klainet, pinao en altviool
- Océan de Terre, Op. 10 (1972–73/76), voor sopraan en kamerensemble
- Music for a Puppet Court (after John Lloyd), Op. 11 (1973/83), "puzzle pieces" voor twee kamerorkesten
- Trumpets, Op. 12 (1975), voor sopraan en drie klarinetten
- Ophelia Dances, Op. 13 (1975), voor fluit, althobo, klarinet, hoorn, piano, celestra en strijktio (t.g.v. het eeuwfeest van Serge Koussevitzky)
- Autumnal, Op. 14 (1976–77), voor viool en piano
- Cantata Op. 15 (1977), voor hobo en strijktrio
- Sonya's Lullaby Op. 16 (1978–79), voor pianosolo
- Scriabin Settings (1978)
- Coursing, Op. 17 (1979), voor groot kamerensemble
- Symphony No. 3, Op. 18 (1973–79), voor orkest
- Frammenti da Chiara, Op.19a (1975/86), voor twee a-capella-vrouwenkoren
- Where the Wild Things Are, Op. 20 (1979–83), opera, libretto Maurice Sendak
- Songs and a Sea Interlude, Op. 20a (1979–81), voor sopraan en orkest
- The Wild Rumpus, Op. 20b (1983), voor orkest
- Higglety Pigglety Pop!, Op. 21 (1984–85, herzien 1999), opera, libretto Maurice Sendak
- Fanfares for Tanglewood (1986), voor 13 koperblazers en drie slagwerkgroepen
- The Way to Castle Yonder, Op. 21a (1988–90), voor orkest
- Flourish with Fireworks, Op. 22 (1988, herzien 1993), voor orkest
- Four Late Poems and an Epigram of Rilke, Op. 23 (1988), voor sopraansolo
- Variations, Op. 24 (1989), voor pianosolo
- Secret Psalm (1990), voor vioolsolo
- Whitman Settings, Op. 25 (1991), voor sopraan en piano
- Whitman Settings, Op. 25a (1992), voor sopraan en orkest
- Songs without Voices, Op. 26 (1991–92), voor fluit, althobo, klarinet, hoorn, piano en strijktrio
- Elegiac Arabesques (in memory of Andrzej Panufnik), Op. 26a (1991), voor althobo en klarinet
- Two Organa, Op. 27 (1994), voor groot kamerensemble
- Horn Concerto, Op. 28 (1994), voor hoorn en orkest
- "...upon one note" (fantasia after Purcell) (1995), voor klarinet, piano en strijktrio
- Prayer Bell Sketch (in memory of Tōru Takemitsu), Op. 29  (1997), voor pianosolo
- Eccentric Melody (for Elliott Carter's 90th birthday) (1998), voor cellosolo
- Violin Concerto, Op. 30 (2002), voor viool en orkest
- Ophelia's Last Dance, Op. 32 (2004/2009–10), voor pianosolo
- Requiem: Songs for Sue, Op. 33 (2005–6), voor sopraan en kamerensemble
- Reflection, voor viool en piano (2016)
- O Hototogisu! (fragment of a Japonisme), voor sopraan, fluit en groot ensemble (2017)